# Плазмоган
Плазмаган (англ. plasmagun), также «плазмоган», «плазмогон», «плазмомёт», иногда — англ. plasma rifle («плазменная винтовка») — фантастическое оружие, используемое в 3D-шутерах Doom, Doom 2, Doom 3, Quake III Arena и многих других, а также возможное перспективное, в том числе космическое, оружие. 
В компьютерных играх плазмаган выглядит как стрелковое оружие средних размеров (размером с ручной пулемёт), за исключением того, что стреляет плазмоидами голубого, реже зеленого, и, возможно, любого другого цвета. Аналогом плазмогана в Quake II и Quake IV является гипербластер. В Doom фигурирует также тяжелый ручной плазмоган — BFG 9000.
Возможный принцип действия оружия — заряд, состоящий из плазмы (т.е. газа, разогретого до ионизированного состояния), разгоняется линейным электромагнитным полем в направлении цели. При попадании в цель заряд-плазмоид, до этого удерживаемый собственным электромагнитным полем, разрушается (нередко взрывообразно) и наносит сокрушительный урон.
Основные признаки стереотипного игрового «плазмогана»:
- высокая скорострельность (до 10 выстрелов в секунду)[2];
- стреляет небольшими светящимися плазмоидами, летящими по прямой с конечной скоростью. Поэтому, чтобы попасть в движущуюся цель, нужно выбирать упреждение.
- боезапас не менее 100 выстрелов[3];
- убойная сила одного выстрела — от 1/5 до 1/3 hp героя[4];
- отдача, если таковая моделируется, намного меньше, чем у огнестрельного оружия.

## Особенности в различных играх

### DoomиDoom 2
В Doom и Doom 2 для зарядки плазмогана используются энергетические блоки-ячейки, такие же, как и для BFG9000. На один сгусток плазмы приходится один «патрон» — 1 условная единица энергозаряда.

### Quake III Arena(Quake Live)
В Quake III Arena плазмоган имеет прозрачный отсек. Источник питания по причине аркадности игры неизвестен — боеприпасы-энергоячейки выглядят коробочками с символом плазмогана.

### Unreal Tournament
Стереотипный «плазмоган» в UT99 называется Pulse Gun, в более новых версиях Link Gun.

### Doom 3
Плазмоган в Doom 3 имеет, как и другое вооружение, небольшой индикатор, показывающий количество боеприпасов. Оружие имеет оформленный приклад, заряжается упакованной в прозрачную тару жидким веществом, используемым для генерации плазмоидов-выстрелов. В одной упаковке материала на 50 выстрелов (в мультиплеере на 30 выстрелов), — зарядить одновременно можно только одну (однако в игре остаток заряда из оружия не теряется).

### Serious Sam II
Плазмомёт в Serious Sam II является почти точной копией плазмогана из Quake III Arena с тем лишь исключением, что его плазменные импульсы наносят урон не по небольшой площади, а точечно.

### Fallout
В играх серии Fallout имеется множество видов плазменного оружия. Среди них плазменные пистолеты и плазменные винтовки различных конструкций, а также специфические разновидности плазменного оружия, вроде трехствольной плазменной винтовки стреляющей залпами из трех плазмоидов и Плазменной Пушки Главного Гада стреляющей очередями. Также существуют варианты устанавливаемые на роботов. Во всех частях (кроме Fallout 4) плазменный пистолет использует те же батареи, что и лазерный, винтовка
использует микроядерные батареи (на них же работает лазерная винтовка).

### Warhammer 40 000
Во вселенной Warhammer 40,000 существует более 20 типов плазменного вооружения.

### Космические Рейнджеры 2: Доминаторы
В играх серии Космические Рейнджеры начиная с игры: Космические Рейнждеры 2: Доминаторы в планетарных боях присутствует плазмаган, как дорогое оружие которое почти не перегревается, наносит высокий урон и имеет очень большую дальность стрельбы.